# Устинов Валентин Семенович
Валентин Семенович Устинов (15 липня 1931, станиця Брюховецька, тепер Краснодарського краю, Російська Федерація — 23 грудня 2010, місто Москва) — український радянський діяч, інженер-металург, директор Дніпровського титано-магнієвого заводу. Член ЦК КПУ в 1966—1976 роках. Доктор технічних наук, професор, дійсний член Російської і Міжнародної інженерних академій.

## Біографія
Вчився у Брюховецькій середній школі № 1 Краснодарського краю, яку закінчив у 1950 році із золотою медаллю.
Освіта вища. Закінчив Північно-Кавказький гірничо-металургійний інститут з червоним дипломом.
З середини 50-х років — плавильник, помічник майстра, начальник дільниці, начальник цеху, заступник головного інженера, головний інженер Дніпровського титано-магнієвого заводу в місті Запоріжжі.
Член КПРС з 1960 року.
У січні 1966 — жовтні 1972 року — директор Дніпровського титано-магнієвого заводу в місті Запоріжжі.
У жовтні 1972 — 1989 року — заступник міністра кольорової металургії СРСР.
У 1989—1991 роках — 1-й заступник міністра металургії СРСР.
Потім — на пенсії в Москві.

## Нагороди
- орден Леніна
- два ордени Трудового Червоного Прапора
- орден Жовтневої Революції
- медалі
- двічі лауреат Державної премії СРСР
- лауреат Державної премії Української РСР
- почесний металург СРСР